# 惠勒海峽
54°10′S 36°42′W / 54.167°S 36.700°W
惠勒海峽（Whaler Channel）是南極洲的海峽，位於南喬治亞島斯特羅姆內斯灣，是通往Husvik港的三个小海峡中最北面的一个。该海峡在1930年被繪入英國海軍地圖，該海峽由英國海外領土管轄。